# Лівен де Кей

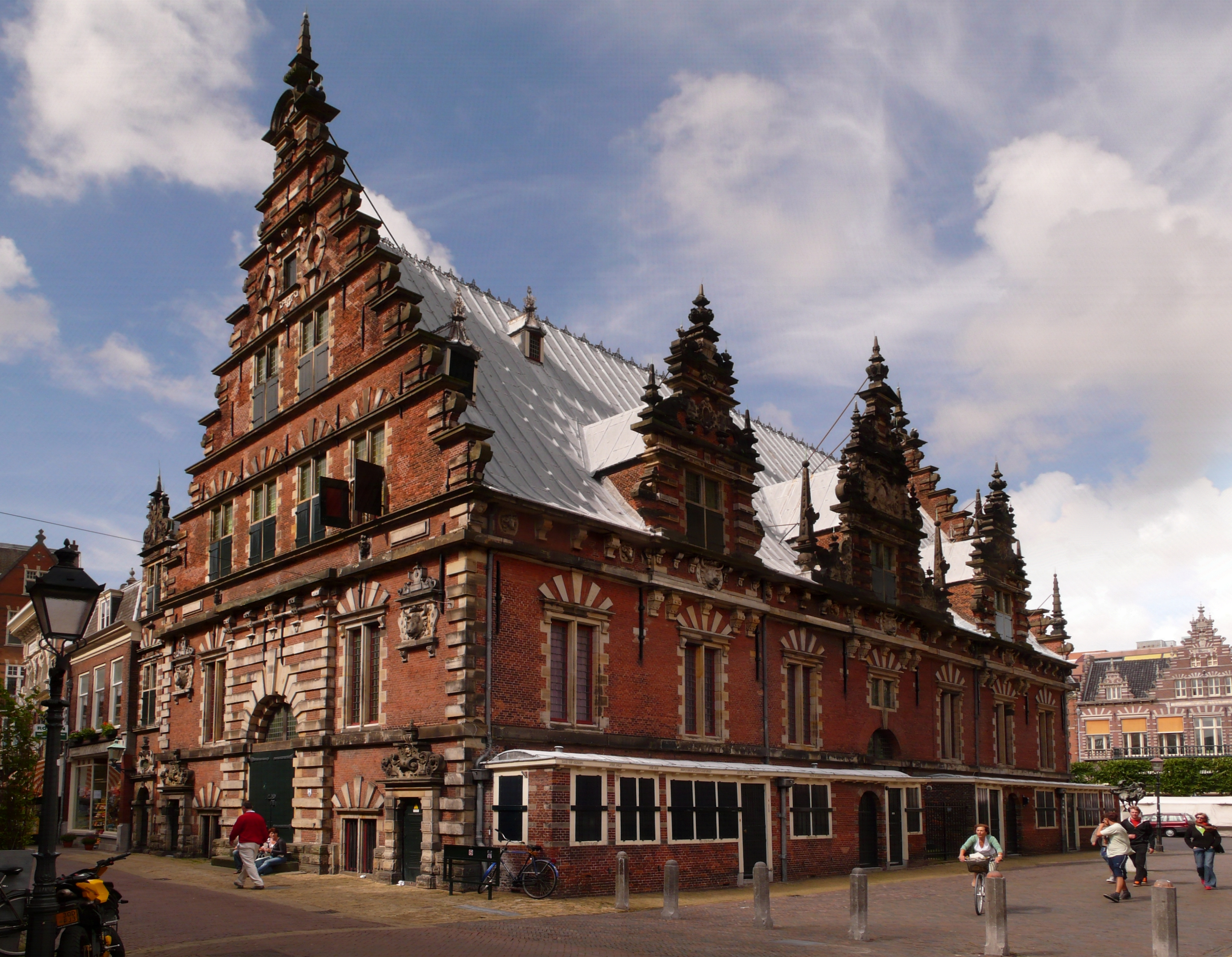
М'ясні ряди в Харлемі (архітектор Лівен де Кей)

Лівен де Кей (нід. Lieven de Key; *1560, Гент — 17 липня 1627, Харлем) — відомий нідерландський архітектор, від 1592 року — міський архітектор Харлема.
Споруди Лівена де Кея є чудовими зразками використання змішаної техніки цегли та білого каменю, коли сам будинок зводився з цегли, а головні композиційні елементи фасадів — портали, фронтони, пояси, наличники та замкові камені — викладалися з білого каменю, що гарно виділялося на тлі цегли. Найвідомішою спорудою Лівена де Кея є Влеесхаль — М'ясні ряди у Харлемі (1601—03). Фасад будівлі увінчаний скульптурними зображеннями бичачих голів, що нагадують про галасливий міський м'ясний ринок минулих століть.
До інших будівель Лівена де Кея належать:
- палата мір і ваг у Харлемі;
- колишня богадільня Oudemannenhuis («Будинок старих»), нині музей Франса Халса у Харлемі;
- фасад ратуші в Харлемі;
- притулок Frans Loenen hofje у Харлемі;
- нова церква або церква св. Анни в Харлемі (спільно з Якобом ван Кампеном);
- гімназія в Лейдені.